# Старая Копь
Старая Копь — село в Каратузском районе Красноярского края. Административный центр и единственный населённый пункт сельского поселения Старокопский сельсовет.
Основано в 1858 году
Население - 298 (2017)

## История
Основано в 1858 году переселенцами из Орловской и Саратовской губерний. Деревня входила в Каратузский Петропавловский приход. В 1886 году открыта православная деревянная часовня. Число жителей росло за счет новых переселенцев. Первая школа была организована в 1909 году. В начале XX века был открыт небольшой кирпичный завод, работавший на местном сырье, действовала паромная переправа через реку Амыл.
Село Старая Копь относилось к Сагайской волости Минусинского уезда. В годы Гражданской войны в селе был сформирован отряд красной гвардии, который влился в ноябре 1918 года в сводный повстанческий отряд крестьян Минусинского уезда, участвовал в боях за село Каратузское, город Минусинск.
20 июля 1920 года в Старой Копи организуется сельский Совет рабочих, крестьянских и солдатских депутатов. В 1926 году в селе имелись школа первой ступени, отделение потребительского общества. В 1930 году в селе началась коллективизация, было организовано три колхоза: «Заря», «Охотник», «Большевик». Позднее два колхоза и один совхоз объединили в один колхоз имени Стаханова. К завершению коллективизации в 1938 году действовали колхозы имени Стаханова и «Майское утро».
В 1931 году открылась новая семилетняя школа, в которой учились дети и из соседних деревень: Майской, Черепановской, Еловской, Сосновской, открылся медицинский пункт.
Во время Великой Отечественной войны 144 жителя села ушли на фронт. В 1941 году в село приехало 10 семей репрессированных немцев. В 1949 году село пополнилось репрессированными эстонцами. В 1950—60-х гг. они вернулись в Эстонию.
В 1950-х колхоз имени Стаханова переименовали в «40 лет Октября», после чего присоединили к хозяйству Большой Нички Минусинского района, однако через некоторое время колхоз в Старой Копи вновь стал самостоятельным.
В 1968 году открыт новый Дом культуры и котельная. В 1987 году построено новое здание средней школы. В 1993 году построено здание сельской администрации.

## Физико-географическая характеристика
Село расположено в пределах Южно-Минусинской котловины на правом берегу реки Амыл, ниже устья реки Копь, на высоте 302 метра над уровнем моря. В окрестностях распространены чернозёмы оподзоленные и пойменные заболоченные почвы. Почвообразующие породы - глины и суглинки
Расстояние до районного центра села Каратузское составляет 7 км, до ближайшего относительно крупного города Минусинск - 100 км. Через реку Амыл действует паромная переправа.
Климат резко континентальный (согласно классификации климатов Кёппена - Dfb). Среднегодовая температура положительная и составляет +0,4 °С, средняя температура самого холодного месяца января - 20,8 °С, самого жаркого месяца июля + 19,4 °С. Многолетняя норма осадков - 555 мм, наибольшее количество осадков выпадает в тёплое время года (в июле - 96 мм), наименьшее в период с января по март (норма февраля - 15 мм)
Старая Копь, как и весь Красноярский край, находится в часовой зоне МСК+4. Смещение применяемого времени относительно UTC составляет +7:00.

## Население
| 1859 | 1926  | 2010 | 2012 | 2013 | 2014 | 2015 |
| ---- | ----- | ---- | ---- | ---- | ---- | ---- |
| 363  | ↗1368 | ↘306 | ↗308 | ↘296 | ↗304 | ↘287 |
| 2016 | 2017  |      |      |      |      |      |
| ↗298 | →298  |      |      |      |      |      |

## Инфраструктура
В селе имеются детский сад, дом культуры, библиотека, фельдшерский пункт, средняя школа, почтовое отделение и узел связи..